# Tour de Pologne 2018 – 3. etap
3. etap kolarskiego wyścigu Tour de Pologne 2018 odbył się 6 sierpnia. Start etapu miał miejsce na Stadionie Śląskim w Chorzowie natomiast meta w Zabrzu. Etap liczył 139 kilometrów.

## Premie
Na 3. etapie będą następujące premie:
| Rodzaj | Rodzaj           | Miejscowość (z okazji) | Kilometry (od startu) | Kilometry (do mety) |
| ------ | ---------------- | ---------------------- | --------------------- | ------------------- |
|        | Lotna            | Ruda Śląska            | 5,0 km                | 134,0 km            |
|        | Lotna            | Rybnik                 | 75,4 km               | 63,6 km             |
|        | Górska (IV kat.) | Rybnik                 | 77,5 km               | 61,5 km             |
|        | Lotna            | Knurów                 | 95,9 km               | 43,1 km             |

### Wyniki
| Lotna – Ruda Śląska |                    |        |        |
| Miejsce             | Zawodnik           | Zespół | Punkty |
| 1.                  | André Greipel      | LTS    | 3      |
| 2.                  | Jenthe Biermans    | TKA    | 2      |
| 3.                  | Michał Kwiatkowski | SKY    | 1      |

| Lotna – Rybnik |                    |        |        |
| Miejsce        | Zawodnik           | Zespół | Punkty |
| 1.             | Jenthe Biermans    | TKA    | 3      |
| 2.             | Michał Paluta      | CCC    | 2      |
| 3.             | Mathias Le Turnier | COF    | 1      |

| Górska – Rybnik |               |        |        |
| Miejsce         | Zawodnik      | Zespół | Punkty |
| 1.              | Michał Paluta | CCC    | 1      |

| Lotna – Knurów |                    |        |        |
| Miejsce        | Zawodnik           | Zespół | Punkty |
| 1.             | Jenthe Biermans    | TKA    | 3      |
| 2.             | Michał Paluta      | CCC    | 2      |
| 3.             | Mathias Le Turnier | COF    | 1      |

## Wyniki etapu
| Miejsce | Zawodnik         | Państwo         | Zespół                                   | Czas       | Bon.  | Pkt. |
| ------- | ---------------- | --------------- | ---------------------------------------- | ---------- | ----- | ---- |
| 1.      | Álvaro Hodeg     | Kolumbia        | Quick-Step Floors                        | 3h 09' 59" | -10 s | 20   |
| 2.      | Daniel Mclay     | Wielka Brytania | EF Education First–Drapac p/b Cannondale | + 0"       | -6 s  | 19   |
| 3.      | André Greipel    | Niemcy          | Lotto Soudal                             | + 0"       | -4 s  | 18   |
| 4.      | Sacha Modolo     | Włochy          | EF Education First–Drapac p/b Cannondale | + 0"       | —     | 17   |
| 5.      | Matteo Trentin   | Włochy          | Mitchelton-Scott                         | + 0"       | —     | 16   |
| 6.      | Giacomo Nizzolo  | Włochy          | Trek-Segafredo                           | + 0"       | —     | 15   |
| 7.      | Michael Mørkøv   | Dania           | Quick-Step Floors                        | + 0"       | —     | 14   |
| 8.      | Marc Sarreau     | Francja         | Groupama-FDJ                             | + 0"       | —     | 13   |
| 9.      | Jürgen Roelandts | Belgia          | BMC Racing Team                          | + 0"       | —     | 12   |
| 10.     | Mike Teunissen   | Holandia        | Team Sunweb                              | + 0"       | —     | 11   |

## Klasyfikacje po 3. etapie

### Klasyfikacja generalna
| Miejsce | Zawodnik             | Państwo  | Zespół                     | Czas       |
| ------- | -------------------- | -------- | -------------------------- | ---------- |
|         | Álvaro Hodeg         | Kolumbia | Quick-Step Floors          | 9h 25' 27" |
| 2.      | Pascal Ackermann     | Niemcy   | Bora-Hansgrohe             | + 2"       |
| 3.      | Jenthe Biermans      | Belgia   | Team Katusha-Alpecin       | + 5"       |
| 4.      | André Greipel        | Niemcy   | Lotto Soudal               | + 15"      |
| 5.      | Michał Paluta        | Polska   | CCC Sprandi Polkowice      | + 16"      |
| 6.      | Giacomo Nizzolo      | Włochy   | Trek-Segafredo             | + 18"      |
| 7.      | Matteo Trentin       | Włochy   | Mitchelton-Scott           | + 18"      |
| 8.      | Jan Bakelants        | Belgia   | Ag2r-La Mondiale           | + 18"      |
| 9.      | Alessandro De Marchi | Włochy   | BMC Racing Team            | + 19"      |
| 10.     | Mathias Le Turnier   | Francja  | Cofidis, Solutions Crédits | + 20"      |

### Klasyfikacja punktowa
| Miejsce | Zawodnik         | Państwo  | Zespół            | Punkty |
| ------- | ---------------- | -------- | ----------------- | ------ |
|         | Álvaro Hodeg     | Kolumbia | Quick-Step Floors | 58     |
| 2.      | Giacomo Nizzolo  | Włochy   | Trek-Segafredo    | 50     |
| 3.      | Pascal Ackermann | Niemcy   | Bora-Hansgrohe    | 49     |
| 4.      | Matteo Trentin   | Włochy   | Mitchelton-Scott  | 42     |
| 5.      | Mike Teunissen   | Holandia | Team Sunweb       | 39     |

### Klasyfikacja górska
| Miejsce | Zawodnik        | Państwo | Zespół                | Punkty |
| ------- | --------------- | ------- | --------------------- | ------ |
|         | Michał Paluta   | Polska  | CCC Sprandi Polkowice | 3      |
| 2.      | Adam Stachowiak | Polska  | Reprezentacja Polski  | 1      |
| 3.      | Kamil Gradek    | Polska  | CCC Sprandi Polkowice | 1      |

### Klasyfikacja najaktywniejszych
| Miejsce | Zawodnik        | Państwo | Zespół                | Punkty |
| ------- | --------------- | ------- | --------------------- | ------ |
|         | Jenthe Biermans | Belgia  | Team Katusha-Alpecin  | 17     |
| 2.      | Michał Paluta   | Polska  | CCC Sprandi Polkowice | 6      |
| 3.      | Kamil Gradek    | Polska  | CCC Sprandi Polkowice | 5      |
| 4.      | Jan Bakelants   | Belgia  | Ag2r-La Mondiale      | 4      |
| 5.      | André Greipel   | Niemcy  | Lotto Soudal          | 3      |

### Klasyfikacja drużynowa
| Miejsce | Zespół            | Państwo           | Czas        |
| ------- | ----------------- | ----------------- | ----------- |
|         | Trek-Segafredo    | Stany Zjednoczone | 28h 17' 27" |
| 2.      | Quick-Step Floors | Belgia            | + 0"        |
| 3.      | Mitchelton-Scott  | Australia         | + 0"        |
| 4.      | Team Sunweb       | Niemcy            | + 0"        |
| 5.      | Bahrain-Merida    | Bahrajn           | + 0"        |